# 공익사업
공익사업(公益事業) 또는 공익 기업체(公益企業體, public utility company)는 공공 서비스를 위한 기반 시설을 유지관리하는 단체이다. 공익 기업체들은 지역 커뮤니티 기반 단체들에서부터 국가 전역의 정부 독점 기관에 이르는 공적 통제 및 규제 형태로 종속된다.
필수적으로 간주되는 재화/용역을 공급한다. 물, 가스, 전기, 전화, 기타 통신 시스템들은 공익사업시장의 다수를 대표한다. 전기 송전로나 자연 가스 파이프라인은 자연스럽게 독점의 특징을 보인다. 특정 지역에 기반 시설이 이미 존재한다면 경쟁을 통해 최소한의 이익이 확보된다. 다시 말해, 이러한 산업들은 생산에 따른 규모의 경제를 특징으로 한다.